# Habenaria buchtienii
Habenaria buchtienii är en orkidéart som beskrevs av Rudolf Schlechter. Habenaria buchtienii ingår i släktet Habenaria och familjen orkidéer.
Artens utbredningsområde är Bolivia. Inga underarter finns listade i Catalogue of Life.